# Championnat du Koweït de football 2023-2024
Navigation
Saison précédente Saison suivante
La saison 2023-2024 du Championnat du Koweït de football est la soixante-deuxième édition du championnat de première division au Koweït. 
Le club Koweït SC est le tenant du titre.

## Déroulement de la saison
Le championnat se déroule en deux phases, avec une phase régulière où toutes les équipes se rencontrent deux fois, puis le championnat est scindé en deux. Les six premiers jouent ensuite pour le championnat et les quatre derniers pour la relégation.
Le Koweït SC termine à la première place en fin de saison et remporte son 19e titre de champion du Koweït.

## Clubs participants
- Al Arabi Sporting Club
- Qadsia Sporting Club
- Koweït SC
- Kazma Sporting Club
- Al Nasr Koweït
- Al-Salmiya SC
- Al Fehayheel
- Khaitan SC
- Al Jahra - promu
- Al-Shabab SC - promu

## Compétition

### Classement
Le barème utilisé pour établir le classement est le suivant :
- Victoire : 3 points
- Match nul : 1 point
- Défaite : 0 point

| Rang | Équipe                 | Pts | J  | G  | N | P  | Bp | Bc | Diff |
| ---- | ---------------------- | --- | -- | -- | - | -- | -- | -- | ---- |
| 1    | Koweït SC T            | 43  | 18 | 13 | 4 | 1  | 46 | 17 | +29  |
| 2    | Al Arabi Sporting Club | 42  | 18 | 13 | 3 | 2  | 47 | 18 | +29  |
| 3    | Qadsia Sporting Club   | 39  | 18 | 11 | 6 | 1  | 34 | 10 | +24  |
| 4    | Al-Salmiya SC          | 24  | 18 | 6  | 6 | 6  | 21 | 24 | -3   |
| 5    | Al Nasr Koweït         | 24  | 18 | 7  | 3 | 8  | 31 | 27 | +4   |
| 6    | Al Fehayheel           | 23  | 18 | 6  | 5 | 7  | 25 | 27 | -2   |
| 7    | Kazma Sporting Club    | 20  | 18 | 5  | 5 | 8  | 20 | 32 | -12  |
| 8    | Al-Shabab SC P         | 14  | 18 | 4  | 2 | 12 | 14 | 43 | -29  |
| 9    | Khaitan SC P           | 12  | 18 | 2  | 6 | 10 | 11 | 31 | -20  |
| 10   | Al Jahra               | 8   | 18 | 2  | 2 | 14 | 17 | 37 | -20  |

| Légende : Qualifications | Légende : Qualifications                                                                         |
| ------------------------ | ------------------------------------------------------------------------------------------------ |
|                          | Qualification pour la poule championnat                                                          |
|                          | Qualification pour la poule de relégation                                                        |
|                          | T : Tenant du titre 2022-2023 C : Vainqueur de la Coupe du Koweït P : Promu de deuxième division |

### Poule championnat
| Rang | Équipe                 | Pts | J  | G  | N | P  | Bp | Bc | Diff |
| ---- | ---------------------- | --- | -- | -- | - | -- | -- | -- | ---- |
| 1    | Koweït SC T            | 69  | 28 | 21 | 6 | 1  | 72 | 21 | +51  |
| 2    | Al Arabi Sporting Club | 59  | 28 | 17 | 8 | 3  | 62 | 27 | +35  |
| 3    | Qadsia Sporting Club   | 54  | 28 | 15 | 9 | 4  | 51 | 25 | +26  |
| 4    | Al-Salmiya SC          | 36  | 28 | 9  | 9 | 10 | 35 | 41 | -6   |
| 5    | Al Fehayheel           | 33  | 28 | 8  | 9 | 11 | 37 | 44 | -7   |
| 6    | Al Nasr Koweït         | 25  | 28 | 7  | 4 | 17 | 43 | 59 | -16  |

| Légende : Qualifications | Légende : Qualifications                                                                         |
| ------------------------ | ------------------------------------------------------------------------------------------------ |
|                          | Qualification pour la Ligue des champions 2 de l'AFC 2024-2025                                   |
|                          | Qualification pour la Challenge League de l'AFC 2024-2025                                        |
|                          | T : Tenant du titre 2022-2023 C : Vainqueur de la Coupe du Koweït P : Promu de deuxième division |

### Poule relégation
| Rang | Équipe              | Pts | J  | G  | N | P  | Bp | Bc | Diff |
| ---- | ------------------- | --- | -- | -- | - | -- | -- | -- | ---- |
| 1    | Kazma Sporting Club | 35  | 24 | 10 | 5 | 9  | 38 | 39 | -1   |
| 2    | Khaitan SC P        | 21  | 24 | 5  | 6 | 13 | 17 | 39 | -22  |
| 3    | Al-Shabab SC P      | 20  | 24 | 6  | 2 | 16 | 18 | 50 | -32  |
| 4    | Al Jahra            | 14  | 24 | 4  | 2 | 18 | 28 | 54 | -26  |

| Légende : Qualifications | Légende : Qualifications       |
| ------------------------ | ------------------------------ |
|                          | Relégation directe             |
|                          | P : Promu de deuxième division |

## Bilan de la saison
| Championnat du Koweït de football 2023-2024 |                          |
| Champion                                    | Koweït SC (19e titre)    |
| Qualifications continentales                |                          |
| Ligue des champions 2 de l'AFC 2024-2025    | Koweït SC                |
| Challenge League de l'AFC 2024-2025         | Al Arabi Sporting Club   |
| Promotions et relégations                   |                          |
| Promus en Premier League                    | Al Yarmouk Sporting Club |
| Promus en Premier League                    | Al Tadamon Sporting Club |
| Relégués en First Division                  | Al-Shabab SC             |
| Relégués en First Division                  | Al Jahra                 |